# Thomas M. Stein

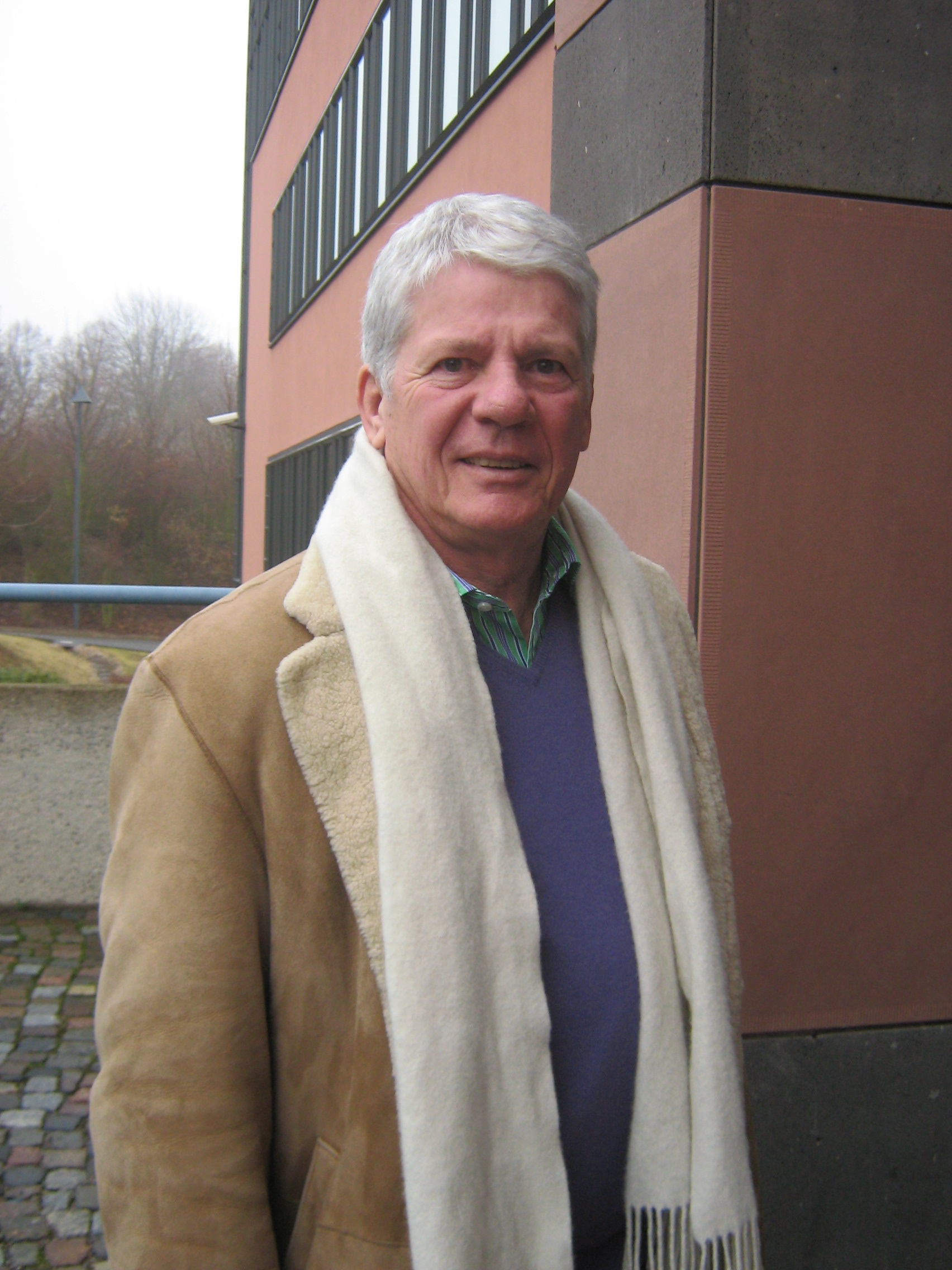
Thomas Stein (2012)

Thomas Michael Stein  (* 28. Februar 1949 in Stuttgart) ist ein deutscher Musikmanager. Er war bis Januar 2004 Geschäftsführer bei der Bertelsmann Music Group Europe.

## Leben
Der ehemalige Musikpromoter und ZDF-Redakteur Thomas M. Stein wechselte als Geschäftsführer der Teldec GmbH in Hamburg 1982 in die Schallplattenbranche. Die Firma verließ er 1988, um den Vorsitz bei deren Wettbewerber Ariola in München zu übernehmen, die zur 1986 gegründeten Bertelsmann Music Group (BMG) gehörte. Ab Januar 1998 wurde dort sein Aufgabenbereich um die Verantwortung der Osteuropa-Aktivitäten erweitert. Im Januar 2001 wurde Stein als Executive Vice President für das weltweite Marketing und Artists and Repertoire der BMG Entertainment nach New York berufen. Vom Juni 2001 bis Januar 2003 übernahm er zusätzlich als President BMG Europe die Koordination der europäischen BMG-Gesellschaften. Bis zu seinem endgültigen Abschied von BMG ein Jahr später blieb er President GSA (Deutschland, Schweiz, Österreich). Er engagierte sich besonders für Peter Maffay, Tic Tac Toe, N'Sync, Lou Bega, Falco, Eko Fresh, Dido und ATC. Außerdem war er Mitglied in der Jury der ersten und zweiten Staffel von Deutschland sucht den Superstar (DSDS).
Stein war vom 1. März 2006 bis 31. August 2008 Vorstandsvorsitzender der Jack White Productions AG. Er war bis 2010 regelmäßiger Gast der Sendung Die ultimative Chartshow. 2006 war er in der Jury des Gospel-Award der Fernseharbeit der evangelischen und der katholischen Kirche sowie der christlichen Hilfsorganisation World Vision Deutschland.
Im Oktober 2009 veröffentlichte er seine Autobiografie Gesagt getan. Im Sommer 2010 war er als Jurymitglied in der 9. Staffel der Castingshow Popstars bei ProSieben zu sehen.
Seit Juli 2010 führt er die Agentur clowns&helden GmbH mit Sitz in München. Darüber hinaus hält er Vorträge zu den Themengebieten Trends in Marketing und Vertrieb, Management und Zielerreichung.

## Familie
Thomas Stein lebt zusammen mit seinen beiden Töchtern in Vaterstetten, sein Zweitwohnsitz ist in St. Ulrich am Pillersee in Tirol. Er ist zum dritten Mal verheiratet. Die Ehe mit seiner ersten Ehefrau Waltraud wurde geschieden. Steins zweite Ehefrau Margret starb am 28. Dezember 2005 an einer Krebserkrankung. Im Juli 2007 heiratete Stein seine damalige Lebensgefährtin Cornelia Eckardt. Die beiden haben eine gemeinsame Tochter.

## Fernsehen
- 2002–2003: Deutschland sucht den Superstar
- 2003–2010: Die ultimative Chartshow (Folge 1–82)
- 2010: Popstars (eine Staffel)

## Schriften
- mit Sybille Auer: Gesagt getan. Ehrenwirth, Bergisch Gladbach 2009, ISBN 3-431-03804-2.